# Йокояма Кендзо
Кендзо Йокояма (яп. 横山謙三, нар. 21 січня 1943, Сайтама) — японський футболіст, що грав на позиції воротаря. По завершенні ігрової кар'єри — футбольний тренер.
Протягосм усієї кар'єри виступав за «Міцубісі Хеві Індустріс», а також національну збірну Японії. Згодом з цими ж командами працював і на посаді тренера. 

## Клубна кар'єра
Йокояма народився 21 січня 1943 року в Сайтамі. Займався футболом в середній школі Кавагуті і Університеті Ріккіо.
У дорослому футболі дебютував 1966 року виступами за команду клубу «Міцубісі Хеві Індустріс», кольори якої і захищав протягом усієї своєї кар'єри гравця, що тривала дванадцять років. За цей час з командою по два рази вигравав національний чемпіонат і кубок, а також сім разів був включений у символічну збірну чемпіонату.

## Виступи за збірну
1964 року дебютував в офіційних матчах у складі національної збірної Японії. Протягом кар'єри у національній команді, яка тривала 11 років, провів у формі головної команди країни 49 матчів.
У складі збірної був учасником Олімпійських ігор 1964 і 1968 років і завоював бронзові медалі на турнірі у Мехіко (1968).

## Кар'єра тренера
1976 року очоливши тренерський штаб «Міцубісі Хеві Індустріс», вигравши з нею чемпіонат Японії в 1978 і 1982 роках, Кубок Японської футбольної ліги в 1978 і 1982 роках і Кубок Імператора в 1978 і 1980 роках, завдяки чому у сезону 1978 року його клуб став першим в Японії, якому вдалося зробити требл.
У 1988–1991 роках очолював збірну Японії, якою керував на історичному першому для японців кубку Азії 1988 року у Катарі, але команда зайняла останнє місце в групі і не вийшла в плей-оф.
З появою Джей-ліги в 1994 році Йокояма знову покликали тренувати рідний клуб, який тоді вже мав назву «Урава Ред Даймондс», але того ж року через невдалі результати Кендзо був звільнений. 
У 2000 році Йокояма востаннє очолив «Ураву» яка перед тим вилетіла до другого дивізіону Джей-ліги. Кендзо зайняв з нею там друге місце і зміг повернути команду в елітний дивізіон, після чого покинув команду.

## Статистика виступів
| Сезон | Команда                   | Чемпіонат | Чемпіонат | Чемпіонат |
| Сезон | Команда                   | Ліга      | Ігор      | Голів     |
| ----- | ------------------------- | --------- | --------- | --------- |
| 1966  | «Міцубісі Хеві Індустріс» | ЯФЛ       | 14        | -?        |
| 1967  | «Міцубісі Хеві Індустріс» | ЯФЛ       | 14        | -?        |
| 1968  | «Міцубісі Хеві Індустріс» | ЯФЛ       | 14        | -?        |
| 1969  | «Міцубісі Хеві Індустріс» | ЯФЛ       | 14        | -?        |
| 1970  | «Міцубісі Хеві Індустріс» | ЯФЛ       | 14        | -?        |
| 1971  | «Міцубісі Хеві Індустріс» | ЯФЛ       | 14        | -?        |
| 1972  | «Міцубісі Хеві Індустріс» | ЯФЛ1      | 14        | -?        |
| 1973  | «Міцубісі Хеві Індустріс» | ЯФЛ1      | 18        | -?        |
| 1974  | «Міцубісі Хеві Індустріс» | ЯФЛ1      | 18        | -?        |
| 1975  | «Міцубісі Хеві Індустріс» | ЯФЛ1      | 2         | -?        |
| 1976  | «Міцубісі Хеві Індустріс» | ЯФЛ1      | 0         | 0         |
| 1977  | «Міцубісі Хеві Індустріс» | ЯФЛ1      | 0         | 0         |
|       | Усього                    |           | 136       | -?        |

| Збірна Японії | Збірна Японії | Збірна Японії |
| Роки          | Ігри          | Голи          |
| ------------- | ------------- | ------------- |
| 1964          | 1             | 0             |
| 1965          | 4             | 0             |
| 1966          | 6             | 0             |
| 1967          | 5             | 0             |
| 1968          | 3             | 0             |
| 1969          | 3             | 0             |
| 1970          | 12            | 0             |
| 1971          | 6             | 0             |
| 1972          | 3             | 0             |
| 1973          | 2             | 0             |
| 1974          | 4             | 0             |
| Всього        | 49            | 0             |

## Досягнення

### Як гравця
- Перший дивізіон Японської футбольної ліги
  -  Переможець (2): 1969, 1973
- Кубок Імператора
  -  Володар (2): 1971, 1973
- Бронзовий призер Азійських ігор: 1966
- У символічній збірній Японської футбольної ліги (7): 1966, 1967, 1968, 1969, 1971, 1973, 1974

### Як тренера
Міцубіши (Аматорський період)
- Перший дивізіон Японської футбольної ліги
  -  Переможець (2): 1978, 1982
- Кубок Імператора
  -  Володар (2): 1978, 1980
- Кубок Японської футбольної ліги
  -  Володар (2): 1978, 1981
- Суперкубок Японії
  -  Володар (3): 1979, 1980, 1983
- Джей-ліга 2
  -  Срібний призер (1): 2000